# Sous-préfecture d'Ishikari
 (mai 2020).
Si vous disposez d'ouvrages ou d'articles de référence ou si vous connaissez des sites web de qualité traitant du thème abordé ici, merci de compléter l'article en donnant les références utiles à sa vérifiabilité et en les liant à la section « Notes et références ».
Pour les articles homonymes, voir Ishikari (homonymie).
La sous-préfecture d'Ishikari (石狩振興局, Ishikari-shinkō-kyoku) est une sous-préfecture de l'île de Hokkaidō, au Japon.

## Toponymie
Le toponyme « Ishikari » provient de la langue aïnoue. Diverses théories existent quant à sa signification. La traduction la plus courante pour « Ishikawa », proposé par le missionnaire et chercheur en langue aïnou John Batchelor (1854-1944) en 1935, est « rivière très sinueuse », en référence aux nombreux méandres de la rivière Ishikari. Toujours selon Batchelor, « Ishikari » est une corruption de « i-sikar-pet » ou de « ishikaripet ». Le « i » de « i-sikar-pet » serait un préfixe signifiant « grandement » ou « excessivement », « shikari » signifierait alors « zigzag » ou « serpentiforme », et « pet » serait le mot aïnou pour « rivière ».
Tōgo Yoshida (1864-1918) proposa dans le Dai nihon chimei jisho, publié entre 1907 et 1910, que « Ishikaripet » viendrait du mot aïnou « ishikarapet », signifiant « rivière joliment formée ». « Ishu » aurait le sens de « beau », « kara » de « construit » et « pet » signifierait une nouvelle fois « rivière ».
« Ishikari » s'écrit, en japonais, en utilisant le principe de retranscription ateji, soit des kanjis utilisés phonétiquement pour retranscrire des noms empruntés à d'autres langues, sans prêter attention à leur sens. Le premier sinogramme japonais, « 石 », signifie « pierre », et le second, « 狩 », signifie « chasser ». Les kanjis choisis pour retranscrire le nom de la préfecture en japonais n'ont donc aucun rapport avec la signification du nom en langue aïnoue.

## Géographie

### Situation
La sous-préfecture d'Ishikari est située dans la partie ouest de l'île de Hokkaidō, au Japon.

### Démographie
Au 31 mars 2015, la population de la sous-préfecture d'Ishikari était de 1 144 278 habitants répartis sur une superficie de 3 539,86 km2 (densité de population de 323 hab./km2).

### Divisions administratives
La sous préfecture d'Ishikari abrite la ville la plus importante de l'île : Sapporo.

#### Villes
La sous-préfecture d'Ishikari compte six villes :
- Sapporo (chef-lieu) ;
- Chitose ;
- Ebetsu ;
- Eniwa ;
- Kitahiroshima ;
- Ishikari.

#### Bourgs et villages par districts
La sous-préfecture d'Ishikari comporte aussi un bourg et un village situés dans un unique district rural :
- district d'Ishikari :
  - Tōbetsu,
  - Shinshinotsu (village).

#### Économie
Une trentaine de mines de charbon situé dans la plaine d'Ishikari y sont exploités a partir de 1868. Une seule étant en activité en 2023.

## Histoire
- 1897 : création de la sous-préfecture de Sapporo.
- 1922 : la sous-préfecture est renommée « sous-préfecture d'Ishikari ».
- 1996 : Hiroshima Town devient la ville de Kitahiroshima, dissolvant par la même occasion le district de Sapporo.

## Transports
La sous-préfecture d'Ishikari possède deux aéroports, chacun desservant la région du Grand Sapporo.
- L'aéroport Okadama (national)
- L'aéroport de Shin-Chitose (international) (situé à 5 kilomètres au sud-sud-est de la ville de Chitose)